# Провулок світлячків (роман)
Провулок світлячків — історичний художній роман американської письменниці Крістін Генни, що вийшов у видавництві St. Martin's Press 2008 року. Історія розповідає про багаторічну дружбу та зв'язок між Таллі Гарт та Кейт Муларкі.
26-серійна однойменна телевізійна адаптація Netflix цього роману виходила у двох сезонах з лютого 2021 року до квітня 2023 року.

## Короткий зміст
Кеті Муларкі та Таллула «Таллі» Гарт ще навчаються у середній школі, коли знайомляться у Провулку світлячків у Сногоміші, штат Вашингтон. Таллі має справу з матір'ю-наркоманкою Клауд, яка нехтує своїми обов'язками, а Кеті намагається почуватися впевненіше та знайти більше друзів. Ці двоє швидко стають нерозлучними й тісно дружать все життя.
Ця дружба переживає багато злетів і падінь і залишається міцною, навіть коли дівчата йдуть різними життєвими шляхами. Кеті виходить заміж і народжує трьох дітей, а Таллі робить кар'єру журналістки.

## Розвиток
Генна черпала натхнення для створення роману у власному житті, коли зростала в Сіетлі, штат Вашингтон у 1970-х і 1980-х роках, а також у досвіді навчання у Вашингтонському університеті.

## Прийняття
Провулок світлячків провів 28 тижнів у списку бестселерів художньої літератури в м'якій палітурці The New York Times у 2009 році. Станом на 2015 рік роман розійшовся тиражем понад 1,2 млн примірників.
Publishers Weekly зазначив, що «Генна обирає найлегший шлях, додаючи надмірно драматичну фінальну сцену, проте її оптимістичне послання про силу дружби та сім'ї для деяких читачів переважить навіть найбільш надумані сюжетні повороти». Kirkus Reviews стверджував, що «Застаріле моралізаторство щодо кар'єри та материнства, а також конфлікти, зумовлені навмисною безпорадністю персонажів, позбавляють цю історію глибини й зворушливості».

## Переклад українською
2024 року видавництво «Рідна мова» опублікувало український переклад роману у серії «Великий роман РМ». Перекладачка —Таїсія Івченко.

## Екранізація
У 2019 році було оголошено, що Netflix замовив 10-серійний телевізійний серіал за мотивами роману, у якому Меґґі Фрідман виступила сценаристкою, шоуранеркою і виконавчою продюсеркою разом зі Стефані Жермен; а Генна стала спів виконавчою продюсеркою. Прем'єра відбулася 3 лютого 2021 року, у головних ролях знялися Кетрін Гейґл (у ролі Таллі Гарт) та Сара Чалк (у ролі Кейт Муларкі).